# 埼玉県立白岡高等学校
埼玉県立白岡高等学校（さいたまけんりつ しらおかこうとうがっこう）は、埼玉県白岡市高岩に所在する公立の高等学校。

## 概要
普通科（定員160名）と情報コミュニケーションコース（定員40名）があったが、コース制を廃止し、2018年4月入学生からは普通科（定員200名）のみとなる。
普通科は2年次から文系・理系に分かれ、情報コミュニケーションコースは2年次から情報系・人文系の2系統に分かれていたが、2018年4月入学生からは普通科のみとなるため、2年次から文系・理系・文系情報の3系統に分かれる。
オーストラリア・クイーンズランド州ゴールドコーストにあるヘレンズヴェイル高校と姉妹校提携している。

## 設置学科
- 普通科
  - 情報コミュニケーションコース（2018年3月でコース廃止）

## 沿革
- 1977年 - 埼玉県立白岡高等学校開校
- 1996年 - 国際文化コース、情報ビジネスコース設置
- 2006年 - 開校30周年記念にオーストラリアクイーンズランド州ゴールドコーストにあるヘレンズヴェイル高校と姉妹校提携を締結
- 2018年 - 情報コミュニケーションコースを廃止し、普通科（定員200名）のみとなる

## クラブ
バスケットボール部が盛んで過去5年間を見ても全国高等学校総合体育大会への出場が2回ある。陸上部もインターハイ出場経験がある。
野球部は2015年の第97回全国高校野球選手権埼玉大会で決勝に初めて進出し、準優勝となった。
吹奏楽部はBの部で活動しており、2015年に東日本学校吹奏楽大会に初出場し、銀賞を受賞した。
かつてはレスリング部が存在し、名物顧問が毎年の様に県大会で入賞させ関東大会へ導いていた。

### 運動部
- バスケットボール部（男・女）
- ソフトテニス部（男・女）
- バレーボール部（男・女）
- バドミントン部（男・女）
- 卓球部
- 野球部
- 陸上競技部
- サッカー部

### 文化部
- 音楽部
- 華道部
- 茶道部
- 理科・写真部
- 書道部
- 美術部
- 文芸・アニメ部
- 放送部
- 演劇部
- 吹奏楽部
- 調理・被服部

## 出身者
- きよまろ - YouTuber
- 小原宏太 - バスケットボール選手。大塚商会アルファーズ所属。

## 交通
- JR宇都宮線（東北本線）・湘南新宿ライン 新白岡駅より徒歩15分。
- 東武伊勢崎線 和戸駅より自転車で10分。